# Benny Morris
Benny Morris (în ebraică בני מוריס; n. 8 decembrie 1948, Ein HaHoresh⁠(d), Districtul Central, Israel) este un istoric israelian, profesor de istorie la Departamentul pentru studii privind Orientul Mijlociu al Universității „Ben Gurion” din orașul Beer Șeva. El este un membru cheie al grupului cunoscut sub numele de noii istorici, un termen inventat chiar de Morris pentru a se descrie pe sine, pe Avi Shlaim și pe Ilan Pappé.
Lucrările lui Morris privind conflictul arabo–israelian, și mai ales cel israeliano-palestinian, i-au atras laude și critici, din ambele părți ale spectrului politic. El a fost acuzat de unii cercetători de stânga din Israel că utilizează doar surse israeliene și niciodată surse arabe, creând „o imagine dezechilibrată”. Morris s-a motivat declarându-se sionist: „M-am implicat în cercetare nu din angajament ideologic sau din interes politic. Pur și simplu am vrut să știu ce s-a întâmplat”.

## Biografie
Morris s-a născut pe 8 decembrie 1948, în kibuțul Ein HaHoresh, fiul unor emigranți evrei din Regatul Unit. Părinții lui erau intelectuali, tatăl, Ya'akov Morris, un diplomat israelian, istoric și poet iar mama, Sadie Morris, jurnalistă. Conform ziarului The New Yorker, Benny Morris „a crescut în inima unei atmosfere de pionierat de stânga”.
Părinții săi s-au mutat la Ierusalim când Morris avea un an. În virtutea îndatoririlor diplomatice ale tatălui, familia a petrecut patru ani la New York pe când Benny Morris împlinise 9 ani, și alți doi când el a împlinit 15.
Morris a efectuat stagiul militar în Armata Israeliană la infanterie, inclusiv în trupele de parașutiști, între 1967–1969. A fost rănit în 1969, în zona Canalului Suez, de un obuz egiptean și, a fost lăsat la vatră patru luni mai târziu. A absolvit studii universitare în istorie la Universitatea Ebraică din Ierusalim și un doctorat în istorie europeană modernă la Universitatea Cambridge.
În anul universitar 2015–2016, Benny Morris a predat, ca profesor israelian invitat, la Departamentul de administrație al Universității Georgetown.
Actualmente, istoricul Morris trăiește în moșavul Srigim (Li On), este căsătorit și are trei copii.

## Cariera de jurnalist
După absolvirea Universității Cambridge, Morris s-a întors la Ierusalim și a lucrat în calitate de corespondent de presă pentru Jerusalem Post timp de 12 ani. În 1982, el a relatat despre Războiul din Liban și a servit în același timp ca rezervist, luând parte la asediul Beirutului într-o unitate de mortiere. În 1986 a servit ca rezervist în Cisiordania. În 1988, când unitatea sa de artilerie a fost încartiruită în Nablus, Morris a refuzat să servească și a petrecut trei săptămâni în arest.
În timp ce lucra pentru The Jerusalem Post, în anii 1980, Morris a început să cerceteze arhivele de stat israeliene, interesat mai întâi de istoria Palmah, apoi îndreptându-și atenția spre originile exodului palestinian din 1948. La acea dată, istoriografia israeliană obișnuită explica părăsirea în masă de către palestinieni a orașelor și satelor lor din motive de teamă sau la ordinele liderilor arabi. Morris a găsit dovezi că, în anumite cazuri, palestinienii au fost expulzați.

## Vederi politice
Benny Morris și-a rezumat actualele vederi politice privind conflictul arabo–israelian în ziarul Irish Times (și în alte publicații):
„Nu a existat nici un 'plan' sionist sau o politică mascată de expulzare a populației arabe sau de 'purificare etnică'” și „demonizarea Israelului se bazează în mare măsură pe minciuni – așa cum și demonizarea evreilor în ultimii 2000 de ani se bazează pe minciuni. Și există o legătură între cele două”.
Criticii susțin că prima carte a lui Benny Morris este părtinitoare. Morris consideră că nu i-au citit cartea cu detașare morală, presupunând că, atunci când a descris acțiunile israeliene drept crude sau atrocități, el le-a condamnat. De fapt, Morris sprijină acțiunile israeliene din timpul luptelor cu armatele arabe în anul 1948, precum strămutarea a 700.000 de arabi palestinieni, afirmând că singura alternativă la expulzarea lor era genocidul populației evreiești din Israel. Într-un interviu din 2004, acordat lui Ari Shavit în Haaretz, Morris declara:
„N-ar fi existat un stat evreu fără dezrădăcinarea a 700.000 de palestinieni. A fost deci necesar să fie dezrădăcinați. N-a existat altă soluție decât expulzarea acestei populații. A fost necesară curățarea hinterlandului și curățarea zonelor de frontieră și curățarea drumurilor principale. A fost necesar să se curețe satele din care se trăgea asupra convoaielor noastre și asupra așezărilor noastre.”
Morris a mai spus că Israelul a fost îndreptățit să dezrădăcineze 'coloana a cincea' palestiniană după ce arabii au atacat statul abia născut, și că ar trebuie să se utilizeze măsura când se analizează „micile crime de război” comise de Israel în 1948:
„Lucrurile trebuie analizate cu măsură. Acestea sunt mici crime de război. Luând totul în considerare, dacă adunăm toate masacrele și toate execuțiile din 1948, rezultă circa 800 care au fost uciși. În comparație cu masacrele care au fost săvârșite în Bosnia, e un fleac. În comparație cu masacrele săvârșite de ruși împotriva germanilor la Stalingrad, e o nimica toată. Când iei în considerare că aici a avut loc un război civil și că am pierdut doar 1 procent din populație, realizezi că ne-am comportat foarte bine.”
Activitatea sa a fost criticată de intelectuali arabi pentru că n-a luat atitudine față de dovezile de expulzări forțate pe care le-a găsit. În interviul din Haaretz, Benny Morris mai spunea:
„Nu există justificare pentru viol. Nu există justificare pentru masacre. Acestea sunt crime de război. În anumite condiții însă, expulzarea nu e o crimă de război. Nu cred că expulzările din 1948 au fost crime de război.”
Când Shavit a numit exodul palestinian din 1948 „purificare etnică”, Morris a răspuns că „există circumstanțe istorice care justifică purificarea etnică. Știu că acest termen este absolut negativ în discursul secolului al XXI-lea, dar când alegerea este între purificare etnică și genocid — anihilarea poporului tău — prefer purificarea etnică”. Morris l-a criticat pe David Ben-Gurion că nu a dus la îndeplinire un astfel de plan plan, spunând: „În final, a ezitat. ... Dacă ar fi efectuat o expulzare completă — în locul uneia parțiale — ar fi stabilizat statul Israel timp de generații”.
Conform lui Benny Morris, ideile sale s-au schimbat în 2000, după respingerea de către palestinieni a acordului de pace propus de președintele Bill Clinton și începutul celei de-a doua Intifade:
„Punctul meu de cotitură a început după anul 2000. Nu eram un mare optimist nici înainte. Adevărat, am votat mereu cu laburiștii, cu Meretz sau Sheli, iar în 1988 am refuzat să servesc în armată în teritorii și am fost închis pentru asta, dar m-am îndoit întotdeauna de intențiile palestinienilor. Evenimentele de la Camp David și ceea ce a urmat după ele mi-au schimbat îndoiala în certitudine. Când palestinienii au respins propunerea lui Barak, în iulie 2000, și propunerea lui Clinton în decembrie 2000, am înțeles că nu sunt dispuși să accepte soluția celor două state. Ei vor tot: Lod și Acra și Jaffa.”

## Lucrări publicate
- The Birth of the Palestinian Refugee Problem, 1947–1949, Cambridge University Press, 1988. ISBN: 978-0-521-33028-2
- Israel's Secret Wars: A History of Israel's Intelligence Services, cu Ian Black, New York, Grove Weidenfeld, 1991. ISBN: 978-0-8021-1159-3
- Israel's Border Wars 1949–1956: Arab Infiltration, Israeli Retaliation, and the Countdown to the Suez War, Oxford, Clarendon Press, 1993. ISBN: 978-0-19-829262-3
- 1948 and after; Israel and the Palestinians, Clarendon Press, Oxford, 1994. ISBN: 0-19-827929-9
- Righteous Victims: A History of the Zionist–Arab Conflict, 1881–1999. New York: Alfred A. Knopf. 2001 [original în 1999] ISBN: 978-0-679-74475-7
- Correcting a Mistake: Jews and Arabs in Palestine/Israel, 1936-1956, Am Oved Publishers, 2000.
- The Road to Jerusalem: Glubb Pasha, Palestine and the Jews. New York: I.B. Tauris, 2003. ISBN: 978-1-86064-812-0
- The Birth of the Palestinian Refugee Problem Revisited, Cambridge University Press, 2004. ISBN: 978-0-521-00967-6
- Making Israel (ed), University of Michigan Press, 2008. ISBN: 978-0-472-11541-9
- 1948: A History of the First Arab–Israeli War, Yale University Press, 2008. ISBN: 978-0-300-12696-9
- One State, Two States: Resolving the Israel/Palestine Conflict, Yale University Press, 2009. ISBN: 978-0-300-12281-7